# Synchroonzwemmen op de Olympische Zomerspelen 2008
Synchroonzwemmen was een van de sporten die werden beoefend tijdens de Olympische Zomerspelen 2008 in Peking. Het deelnemersveld bestond uit 104 deelnemers, verdeeld over twee evenementen. Het synchroonzwemmen werd van 18 t/m 23 augustus gehouden in het Beijing National Aquatics Center. Naast het synchroonzwemmen vonden hier ook de waterpolo, schoonspringen, zwemmen en het zwemonderdeel van de moderne vijfkamp plaats.

## Kwalificatie
Aan het onderdeel "team" namen 8 teams deel, bij de duetten 24. De tickets waren tijdens meerdere competities te verdienen.

## Deelnemende landen
Er deden 104 zwemmers uit 24 landen mee bij het synchroonzwemmen op de Olympische Zomerspelen in Peking.

## Competitieschema
Hieronder volgt het competitieschema van het synchroonzwemmen op de Olympische Zomerspelen 2008. Het evenement werd gehouden van 18 tot en met 23 augustus 2008 en duren respectievelijk twee dagen. De finale voor het duet was op 20 augustus en het team was op 23 augustus.
| Q | Kwalificatie | F | Finale |

| Datum →     | 18 | 19 | 20 | 21 | 22 | 23 |
| Onderdeel ↓ | 18 | 19 | 20 | 21 | 22 | 23 |
| ----------- | -- | -- | -- | -- | -- | -- |
| Duet        | Q  | Q  | F  |    |    |    |
| Team        |    |    |    |    | Q  | F  |

## Medailles

### Medaillewinnaars
| Onderdeel | Goud | Goud | Zilver | Zilver | Brons | Brons                                                                                                  |
| --------- | ---- | --- | ------ | --- | ----- | --- |
| Duet      | RUS  | Anastasia Davydova Anastasia Ermakova | ESP    | Andrea Fuentes Gemma Mengual | JPN   | Saho Harada Emiko Suzuki                                                                               |
| Team      | RUS  | Anastasia Davydova Anastasia Jermakova Maria Gromova Natalja Isjtsjenko Elvira Chasjanova Olga Koezjela Jelena Ovtsjinnikova Anna Sjorina Svetlana Romasjina | ESP    | Alba María Cabello Raquel Corral Andrea Fuentes Gemma Mengual Thaïs Henríquez Laura López Gisela Morón Irina Rodríguez Paola Tirados | CHN   | Gu Beibei Huang Xuechen Jiang Tingting Jiang Wenwen Liu Ou Luo Qian Sun Qiuting Wang Na Zhang Xiaohuan |

## Medaillespiegel
| Plaats | Land    | NOC    | Goud | Zilver | Brons | Totaal |
| ------ | ------- | ------ | ---- | ------ | ----- | ------ |
| 1      | Rusland | RUS    | 2    | 0      | 0     | 2      |
| 2      | Spanje  | ESP    | 0    | 2      | 0     | 2      |
| 3      | China   | CHN    | 0    | 0      | 1     | 1      |
| 3      | Japan   | JPN    | 0    | 0      | 1     | 1      |
| Totaal | Totaal  | Totaal | 2    | 2      | 2     | 6      |

Los Angeles 1984 · 
Seoel 1988 · 
Barcelona 1992 · 
Atlanta 1996 · 
Sydney 2000 · 
Athene 2004 · 
Peking 2008 · 
Londen 2012 · 
Rio de Janeiro 2016 · 
Tokio 2020 · 
Parijs 2024 · Los Angeles 2028
Medaillewinnaars 
atletiek · badminton · basketbal · boksen · boogschieten · gewichtheffen · gymnastiek · handbal · hockey · honkbal · judo · kanovaren · moderne vijfkamp · paardensport · roeien · schermen · schietsport · schoonspringen · softbal · synchroonzwemmen · taekwondo · tafeltennis · tennis · triatlon · voetbal · volleybal · waterpolo · wielersport · worstelen · zeilen · zwemmen